# Трой (округ Волворт, Вісконсин)
Трой (англ. Troy) — місто (англ. town) в США, в окрузі Волворт штату Вісконсин. Населення — 2355 осіб (2020).

## Демографія
Згідно з переписом 2010 року, у місті мешкали 2353 особи в 914 домогосподарствах у складі 696 родин. Було 1010 помешкань
Расовий склад населення:
| - 98,4 % — білих - 0,3 % — азіатів - 0,1 % — корінних американців - 0,1 % — чорних або афроамериканців |

До двох чи більше рас належало 0,6 %. Частка іспаномовних становила 0,8 % від усіх жителів.
За віковим діапазоном населення розподілялося таким чином: 20,9 % — особи молодші 18 років, 65,4 % — особи у віці 18—64 років, 13,7 % — особи у віці 65 років та старші. Медіана віку мешканця становила 45,5 року. На 100 осіб жіночої статі у місті припадало 102,7 чоловіків;  на 100 жінок у віці від 18 років та старших — 103,4 чоловіків також старших 18 років.
Середній дохід на одне домашнє господарство  становив 88 727 доларів США (медіана — 67 381), а середній дохід на одну сім'ю — 96 422 долари (медіана — 80 208). Медіана доходів становила 55 250 доларів для чоловіків та 45 875 доларів для жінок. За межею бідності перебувало 9,7 % осіб, у тому числі 16,9 % дітей у віці до 18 років та 4,2 % осіб у віці 65 років та старших.
Цивільне працевлаштоване населення становило 1144 особи. Основні галузі зайнятості: освіта, охорона здоров'я та соціальна допомога — 21,0 %, виробництво — 20,5 %, будівництво — 9,6 %, мистецтво, розваги та відпочинок — 8,1 %.